# 光果山棘豆
光果山棘豆（学名：Oxytropis hailarensis f. liocarpa）为豆科棘豆属山棘豆下的一个变型。